# Ундылькы
Ундылькы (Ундакы) — река в России, протекает по территории Ямало-Ненецкого автономного округа. Устье реки находится в 338 км по правому берегу реки Таз. Длина реки составляет 103 км. В 63 км по правому берегу впадает река Пюлькы.

## Данные водного реестра
По данным государственного водного реестра России относится к Нижнеобскому бассейновому округу, водохозяйственный участок реки — Таз, речной подбассейн реки — подбассейн отсутствует. Речной бассейн реки — Таз.
Код объекта в государственном водном реестре — 15050000112115300069916.